# 塔波阿省
塔波阿省（法語：Tapoa）是布基納法索東部大區東部的一個省，面積14,594平方公里。2006年人口341,782人。首府賈帕加。
本區下轄八縣。